# Naakte draakvissen
Naakte draakvissen (Melanostomiinae) zijn een onderfamilie van straalvinnige vissen uit de orde van Draakvisachtigen (Stomiiformes).

## Geslacht
- Bathophilus Giglioli, 1882
- Chirostomias Regan & Trewavas, 1930
- Echiostoma R. T. Lowe, 1843
- Eustomias Vaillant, 1888
- Flagellostomias A. E. Parr, 1927
- Grammatostomias Goode & T. H. Bean, 1896
- Leptostomias C. H. Gilbert, 1905
- Melanostomias A. B. Brauer, 1902
- Odontostomias Norman, 1930
- Opostomias Günther, 1887
- Pachystomias Günther, 1887
- Photonectes Günther, 1887
- Tactostoma Bolin, 1939
- Thysanactis Regan & Trewavas, 1930
- Trigonolampa Trigonolampa